# Mario Bo
Mario Bo (Savona, Provincia de Savona, Italia, 4 de diciembre de 1912-Turín, Provincia de Turín, Italia, 4 de diciembre de 2003) fue un futbolista italiano. Se desempeñaba en la posición de centrocampista.

## Clubes
| Club             | País   | Año       |
| ---------------- | ------ | --------- |
| Torino F. C.     | Italia | 1931-1939 |
| Juventus F. C.   | Italia | 1939-1941 |
| Genoa C. F. C.   | Italia | 1941-1942 |
| Ambrosiana-Inter | Italia | 1942-1943 |
| Juventus F. C.   | Italia | 1944-1946 |
| Fossano Calcio   | Italia | 1946-1950 |

## Palmarés

### Campeonatos nacionales
| Título      | Club         | País   | Año     |
| ----------- | ------------ | ------ | ------- |
| Copa Italia | Torino F. C. | Italia | 1935-36 |